# Nghĩa Dõng
Nghĩa Dõng là một xã thuộc thành phố Quảng Ngãi, tỉnh Quảng Ngãi, Việt Nam.
Xã Nghĩa Dõng có diện tích 6,17 km², dân số năm 1999 là 7.832 người, mật độ dân số đạt 1.269 người/km².